# Richard Wattis
Richard Cameron Wattis (Wednesbury, Reino Unido, 25 de fevereiro de 1912 – Kensington, Londres, Reino Unido, 1 de fevereiro de 1975 (62 anos)) foi um ator inglês que participou de muitas comédias britânicas populares dos anos 1950 e 1960. É conhecido por seus papéis como um "homem do ministério" ou personagem semelhante, usando seus óculos redondos de aro grosso. Também apareceu em filmes como O Príncipe e a Corista, Chitty Chitty Bang Bang, e O Dia Mais Longo. Trabalhou na televisão, como em Sykes e Jackanory.

## Filmografia parcial
- A Yank at Oxford (1938)
- Kind Hearts and Coronets (1949)
- The Chiltern Hundreds (1949)
- Hobson's Choice (1954)
- Libel (1959)
- Tam-Lin (1970)
- That's Your Funeral (1972)
- Father, Dear Father (1973)[2]
- Diamonds on Wheels (1974)
- Confessions of a Window Cleaner (1974)